# せ
せ、セは、日本語の音節のひとつであり、仮名のひとつである。1モーラを形成する。五十音図において第3行第4段（さ行え段）に位置する。清音の他、濁音（ぜ、ゼ）、半濁音（せ゚、セ゚）を持つ。

## 概要

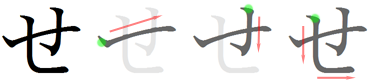
「せ」の筆順

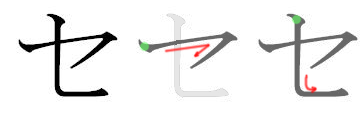
「セ」の筆順

現代標準語の音韻: 1子音と1母音「え」から成る音。子音は、次の通り。
- 清音 「せ」: 舌の先を上歯茎に近づけて、隙間から息を摩擦させて通すときに出る音（歯茎摩擦音）。無声。
- 濁音 「ぜ」: 舌の先を上歯茎に近づけて、隙間から声を摩擦させて通すときに出る有声音（歯茎摩擦音）。または、いったん舌を上歯茎に付けて、離すときに、狭い隙間を作って摩擦した音を出す有声音（歯茎破擦音）、すなわち「つ」の子音の有声音である。それら二つの「ぜ」の発音は、一般に日本語の話者にはほとんど聞き分けられず、意味上の差異はない。
- 五十音順: 第14位。
- いろは順: 第46位。「も」の次。「す」の前。
- 平仮名「せ」の字形: 「世」の草体
- 片仮名「セ」の字形: 「世」の草体、または「世」の異体の部分
- ローマ字
  - せ: se
  - ぜ: ze
- 点字:
- 通話表: 「世界のセ」
- モールス信号: ・－－－・
- 手旗信号：9→7

- 発音: せ[ヘルプ/ファイル]

## 音韻史
16世紀に訪れたキリスト教宣教師たちが記録した資料によると、「せ」「ぜ」は「xe」「je」と表記されており、現在の「シェ」「ジェ」に相当する音であったことが知られている。ジョアン・ロドリゲスが編纂した『日本大文典（Arte da lingoa de Iapam）』（1604年 - 08年、長崎）には関東方言について以下のように記述している。
このことから現在の発音が当時は関東の方言音であったことが分かる。現在でも東北地方の一部や西日本の方言に「シェ」「ジェ」の発音が残っている。

## せ に関わる諸事項
- 日本の野球で「セ」といえばセントラル・リーグを表す。
- 鉄道車両の記号「セ」は、石炭車を表す。